# 板桥街道 (连云港市)
板桥街道，是中华人民共和国江苏省连云港市连云区下辖的一个乡镇级行政单位。

## 行政区划
板桥街道下辖以下地区：
板桥社区、跃进社区、程圩社区、台南社区和张跳村。